# Пронский, Семён Данилович
Семён Данилович Пронский (ум. 1584) — боярин и воевода в царствование царя Ивана Васильевича Грозного, средний сын боярина князя Данилы Дмитриевича Пронского.

## Служба
В феврале 1547 года князь Семён Данилович Пронский присутствовал на свадьбе великого князя и царя Ивана Васильевича Грозного и Анастасии Романовны Захарьиной. Он вместе с князем Иваном Шемякиным-Пронским нёс камки, на которых венчали в церкви.
В 1556 и 1558 годах был полковым воеводой в Дедилове.
В 1559 году князь Семён Пронский участвовал в ливонском походе, где был одним из воевод «для посылок» в большом полку под командованием боярина князя Ивана Фёдоровича Мстиславского.
В 1564—1565 годах был на воеводстве в Торопце, в 1570 году был вторично назначен «по крымским вестям» воеводой в Дедилове.
В 1572 году Семён Пронский был пожалован в бояре, причем в разрядной записи за 1572 год упомянуто, что он боярин из опричнины.
В том же 1572 году участвовал в царском походе в «Ржеву Володимерову», где был воеводой большого полка, затем был отправлен царём на воеводство в ливонский город Юрьев (Дерпт).
В 1573 году князь Семён Пронский был назначен воеводой полка левой руки и участвовал в походе русской армии под командованием царя Ивана Васильевича на ливонскую крепость Пайде.
В том же году участвовал в подавлении восстания казанских черемисов, затем был назначен воеводой большого полка в русской рати на южных границах, так как главные воеводы князь Михаил Иванович Воротынский, князь Никита Романович Одоевский и Михаил Яковлевич Поплевин-Морозов попали в царскую опалу и были увезены в Москву «в железах».
В том же году князь Семён Пронский с другими воеводами ходил из Орла и Новосили в погоню за крымскими татарами, разорившими рязанские места.
Русские воеводы дошли до реки Верды, но не смогли их настигнуть и вернулись назад.
В 1573 году боярин князь Семён Данилович Пронский определял денежное жалованье суздальцам, а в 1574 году — луховцам.
В 1574 году был назначен «по крымским вестям» первым воеводой передового полка в Калуге.
В 1576 году участвовал в приёме гонца короля Речи Посполитой Стефана Батория к московскому кругу высших сановников, Ивана Гоголя, которому была вручена ответная грамота думных бояр к панам рады, которую вместе с новгородским наместником князем Иваном Фёдоровичем Мстиславским, коломенским наместником Иваном Васильевичем Шереметевым подписал и нижегородский наместник князь Семён Данилович Пронский.
В 1577 и 1579 годах князь Семён Пронский был первым воеводой большого полка в Серпухове, ожидая нападения крымской орды. В декабре 1578 года был назначен третьим воеводой передового полка в новом походе на Ливонию. В 1579 году боярин Семён Пронский командовал передовым полком в царском походе на Новгород и Псков, после которого оставлен на воеводство в Новгороде.
В 1580 году в числе поезжан присутствовал на свадьбе царя Ивана Васильевича Грозного с Марией Фёдоровной Нагой.
Несколько раз разбирал местнические споры: в 1572 году — Романа Олферьева с князем Василием Мосальским, в 1577 году — Фомы Афанасьевича Бутурлина с Иваном Васильевичем Шереметевым Меньшим, в 1579 году — того же Фомы Бутурлина с князем Хворостининым.
Сам князь Семён Пронский местничал с князем Василием Юрьевичем Голицыным и Борисом Васильевичем Шеиным.

## Семья
Отец: Даниил Дмитриевич (ум. 1559) — боярин и воевода на службе у московских князей Василия III и Ивана Грозного.
Мать: Александра Ивановна (Инокиня Александра), (ум.1525), дочь князя Московского Ивана III Великого и его первой жены Марии Борисовны Тверской.
Дети: Мария, жена Семёна Васильевича Прозоровского.
Братья:
- Пётр Данилович (ум. 1577) — боярин и воевода удельного старицкого князя Владимира Андреевича Старицкого и царя Ивана Васильевича Грозного.
- Василий Данилович